# Lenín Moreno
Lenín Moreno Garcés Boltaire (Nuevo Rocafuerte, 19 de março de 1953) é um político equatoriano. Foi o 54.º presidente do Equador entre 2017 e 2021. Vice-presidente na gestão de Rafael Correa, entre 2013 e 2017, chegou ao poder com o apoio do mesmo, adotando um discurso de continuidade; contudo, rompeu com o correísmo e investiu na aprovação de reformas tidas pela oposição como neoliberais; impopulares, as medidas provocaram intensos protestos em todo o País.
Assim, apesar de Lenín Moreno ostentar 66% de aprovação no início de seu governo, nos meses finais do mandato contou com uma taxa de aprovação de meros 7%. Com o término de sua presidência e logo após as eleições de 2021, o ex-presidente foi expulso do seu partido, o Alianza PAIS, e passou a morar nos Estados Unidos. Subsequentemente, foi indicado pelo presidente da OEA para servir como Comissário desta organização na cidade de Assunção, no Paraguai, onde passou a residir.
Em 1998, Moreno foi baleado em uma tentativa de assalto e depois disso passou a andar de cadeira de rodas. Por sua defesa de pessoas com deficiência, ele foi indicado para o Prêmio Nobel da Paz de 2012. Na ocasião em que assumiu a chefia do Poder Executivo, em 24 de maio de 2017, Moreno tornou-se o único presidente de um país em atividade no mundo a usar uma cadeira de rodas.

## Biografia
Nasceu em 19 de março de 1953, na cidade amazônica de Nuevo Rocafuerte, na província de Napo Pastaza, agora parte da província de Orellana, perto da fronteira com o Peru, no seio de uma família humilde que viajou pelo país porque seus pais eram professores das escolas públicas. Seu pai, Servio Tulio Moreno, foi senador e deputado na província de Napo em 1994 pelo Partido populista Concentração das Forças Populares. Sua avó materna era de nacionalidade peruana.
Em uma celebração do Carnaval 1973, Lenín Moreno conheceu uma moça chamada Rocío González, e após um ano de namoro se casaram em 4 de outubro de 1974. Do casamento entre Rocío e Lenín Moreno nasceram três filhas: Irina Moreno González, Cristina Moreno González e Carina Moreno González.
Em 3 de janeiro de 1998, após um assalto a uma padaria (agora Panaderías Argentinas), localizada na Avenida América (em frente a Teleamazonas), ao norte da cidade de Quito, foi vítima de um disparo a queima roupa por criminosos que queriam roubar seu veículo, perdendo a mobilidade de ambas as pernas.[carece de fontes?] Ele é o autor de cerca de 10 livros sobre sua teoria do humor.
Graduado em Administração Pública pela Universidade Central do Equador, foi professor secundário e depois se dedicou à promoção do turismo no Equador com sua própria empresa, para participar ativamente da criação da Câmara Equatoriana de Turismo, sendo presidente da Câmara de Turismo de Pichincha e mais tarde diretor executivo da Federação Nacional de Câmaras de Turismo do Equador. Em 1996, ocupou seu primeiro cargo público como diretor administrativo do Ministério do Governo durante a presidência de Abdalá Bucaram, sendo nomeado pelo Ministro Frank Vargas Pazzos até sua demissão em 6 de fevereiro de 1997. Entre 2001 e 2004, Moreno foi o Diretor Nacional de Deficiências, uma entidade adscrita ao Ministério da Saúde Pública, durante os governos de Gustavo Noboa e Lucio Gutiérrez. Moreno também criou a Fundação Eventa, que foi seu diretor, com foco em treinamento de inteligência emocional e promoção de humor.

### Carreira política
Moreno começou sua vida política quando era aluno da Universidade Central de Quito, fazendo parte do Movimento de Izquierda Revolucionária (MIR), fazendo parte dos protestos contra o triunvirato militar para o aumento de 40% dos ingressos dos ônibus urbanos e exigindo o retorno à democracia em um episódio conhecido como Guerra dos Quatro Reis. Moreno mais tarde apoiou as primeiras candidaturas de Rodrigo Borja, faz parte do partido populista de esquerda APRE com Gustavo Larrea nos anos 90, o que lhe permitiu participar do governo de Abdalá Bucaram como funcionário, depois de estabelecer a aliança com Frank Vargas Pazzos, Ministro do Governo de Bucaram. Em 2002, Moreno apoiou a candidatura de Jacinto Velásquez e colaborou em sua campanha. Em 2006, seu nome foi proposto à vice-presidência por ex-membros do MIR ao movimento socialista Alianza PAIS, sendo aceito pelo candidato presidencial Rafael Correa.
Nas eleições presidenciais de 2006, Rafael Correa foi eleito presidente da República e Moreno como vice-presidente, assumindo em 2007 uma posição para a qual ele foi reeleito para o período 2009-2013 nas eleições de 2009. Seu nome foi proposto pelas organizações sociais e pelo governo do Equador ao Prêmio Nobel da Paz em 2012 e foi eleito presidente do Comitê para a Eliminação de Todas as Formas de Discriminação contra as Deficiências (CEDDIS) da Organização dos Estados Americanos (OEA)
Uma vez que Lenin Moreno decidiu não candidatar-se à reeleição como vice-presidente de Rafael Correa, o secretário-geral da Organização das Nações Unidas o nomeou em dezembro de 2013 como seu enviado especial sobre deficiência e acessibilidade, mandato que já foi renovado duas vezes e cuja sede está em Genebra, Suíça.
Em 2017 ele ganhou as eleições presidenciais de 2017, eleito candidato da Alianza PAIS para suceder a Correa, tornando-se o 44º Presidente Constitucional do Equador, iniciando seu mandato em 24 de maio de 2017.

#### Vice-presidente do Equador (2007-2013)

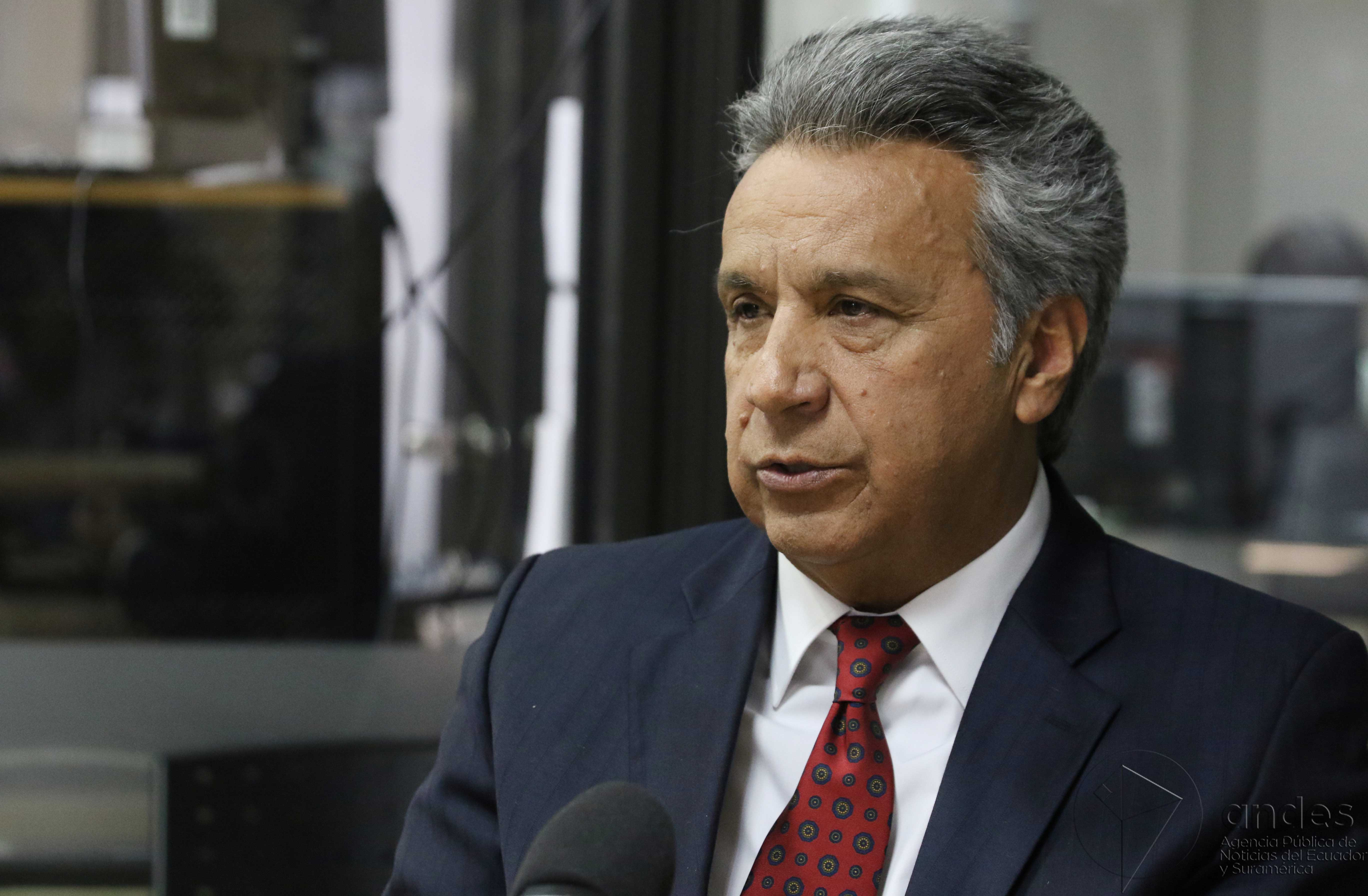
Lenin moreno como vice-presidente

Moreno foi eleito em duas ocasiões consecutivas como vice-presidente do Equador; em ambas as ocasiões como um binômio de Rafael Correa, nas eleições presidenciais no Equador em 2006 e as eleições presidenciais no Equador em 2009. Ele ocupou o cargo de 15 de janeiro de 2007 a 24 de maio de 2013. O presidente Correa deu-lhe a competência sobre a inclusão social e econômica das pessoas com deficiência e o tratamento de doenças insólitas e catastróficas.
Primeiro período (2007-2009) - Moreno criou a Missão de Solidariedade Manuela Espejo, uma entidade pública que realizou pesquisa social e clínica no país, para estudar e registrar georreferencialmente todas as pessoas com deficiência; Isso permite saber exatamente quem são, quantos eles são, onde eles estão, como eles são e o que eles precisam de cada uma das pessoas com deficiência que habitam o território equatoriano; Também criou o programa Joaquín Gallegos Lara, que consiste na alocação de um bônus econômico para a assistência social, que é atribuído à pessoa encarregada de cuidar de uma pessoa com grave deficiência física ou intelectual em um ambiente de extrema pobreza. Posteriormente, a missão foi encomendada para formar uma fase de atendimento integral para chegar com auxiliares técnicos (colchões e almofadas anti-decúbito, cadeiras de rodas especiais para evacuar, bastões de vários tipos, fraldas, protetores de colchões, videles entre outros), cuidados médicos, bônus econômico de habitação e assistência social de US $ 240, se necessário, além de reabilitação, nutrição, direitos e auto-estima. Desde a implementação desses programas, foram localizadas 294.611 pessoas com deficiência que receberam atenção imediata e abrangente e 14.479 pessoas com deficiência grave recebem o bônus Joaquín Gallegos Lara.
Segundo período (2009-2013) - Em 2010 ele promoveu a cúpula vicepresidentes do continente "América sem barreiras - para a Democracia e Solidariedade", que culminou com a assinatura da Declaração de Quito garantindo o fortalecimento de políticas e programas nacionais e regionais para o cuidado, reabilitação e prevenção de deficiências. Ele recebeu, pelo Parlamento Andino em Bogotá, no âmbito da Cimeira Social III andina, o prêmio na Grau de Grande Cruz, como o reconhecimento do impulso dado às políticas públicas para o benefício de grupos prioritários, através do programa "Manuela Espejo" no Equador. Lenin Moreno imediatamente começou sua turnê pela América Latina. Colômbia, Peru, Chile, Uruguai, El Salvador, Guatemala e Paraguai receberam do vice-presidente equatoriano as respectivas explicações e treinamento para iniciar a replicação do modelo equatoriano.
Em setembro de 2012, após mais de um ano de oficinas inter e multidisciplinares coordenadas pela vice-presidência em todo o país, com a participação de representantes de vários níveis populacionais, acadêmicos e técnicos, a Lei Orgânica das Deficiências foi aprovada. Ele atende não só as pessoas com deficiência e suas famílias, mas também abrange todos os assuntos econômicos, legais, educacionais, trabalhistas, culturais, esportivos, de saúde e outros. Em maio de 2013, o Tribunal Constitucional do Equador decidiu "estabelecer o reconhecimento de Lenín Moreno Garcés ", pela extraordinária gestão de Moreno na vice-presidência.[carece de fontes?] Desde 2013, foi estabelecido o teste Neonatal para a prevenção de algumas deficiências no Equador.

#### Delegado das Nações Unidas (2013-2016)

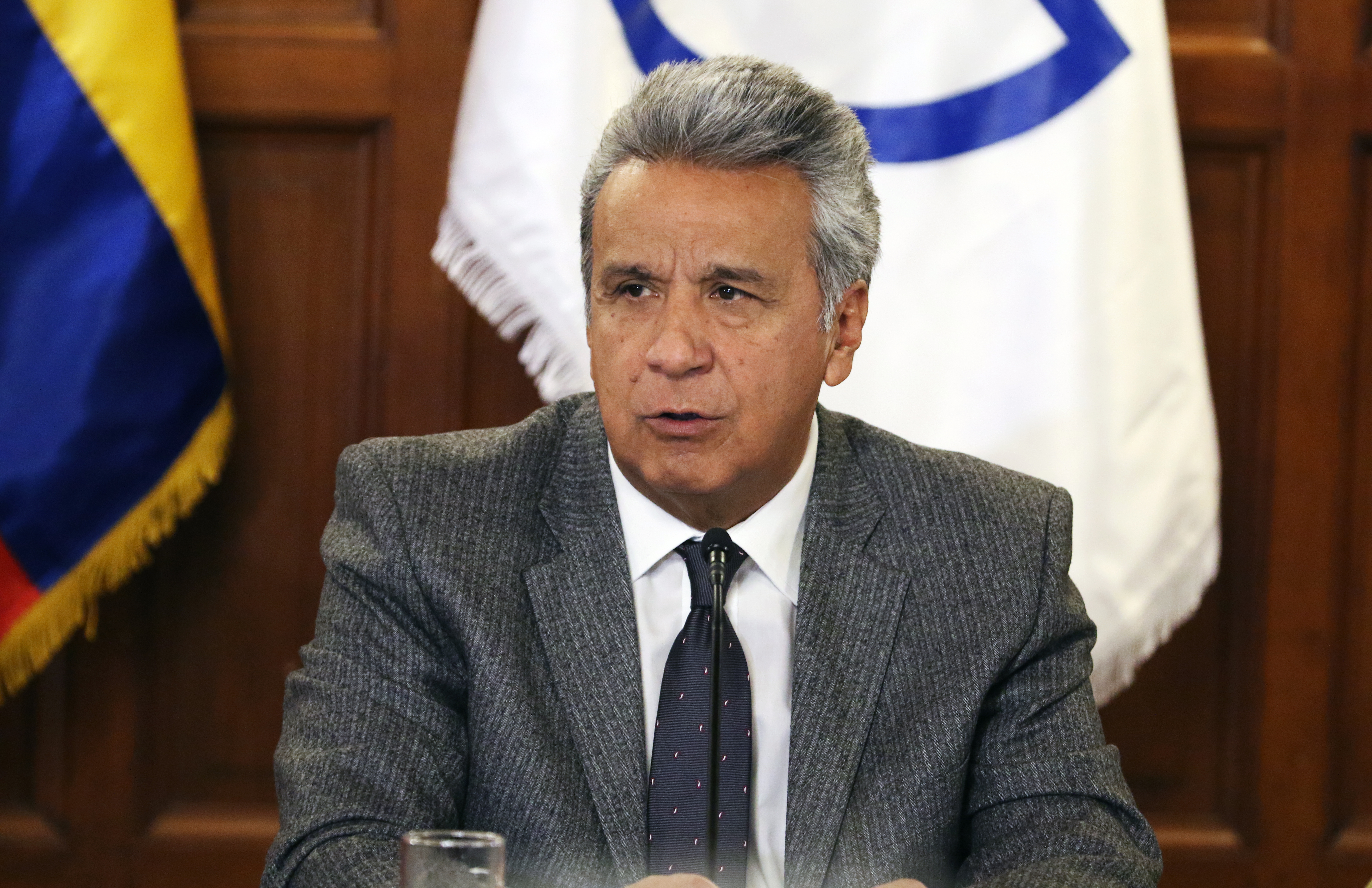
Lenin Moreno no Palácio de Carondelet, 16 de março de 2015

Em dezembro de 2013, Lenin Moreno Garcés é nomeado por Ban Ki-moon como enviado especial do Secretário Geral da ONU sobre Discapacidade e Acessibilidade. Para o qual se mudou para Genebra, Suíça em abril de 2013 e instalou seu escritório, sob os seguintes mandatos:
1) Aconselhar o secretário-geral e outros funcionários relevantes do sistema das Nações Unidas; apoiar os seus esforços para uma sociedade inclusiva e desenvolvimento social.
2) Realizar uma advocacia de alto nível, promover a cooperação internacional e obter novos compromissos dos Estados membros, do sistema das Nações Unidas, da sociedade civil, do setor privado e da academia em apoio ao avanço dos direitos de Pessoas com Deficiências.
3) Contribuir para a promoção da acessibilidade como uma prioridade no âmbito da agenda de desenvolvimento, elaborando e desenvolvendo as boas práticas, com o objetivo de apoiar os esforços do sistema das Nações Unidas.
4) Identificar aliados estratégicos e oportunidades para mobilizar recursos para promover um desenvolvimento e sociedade inclusiva e acessível.
5) Contribuir para o trabalho em andamento e os esforços que são realizados no sistema das Nações Unidas, no campo da deficiência. Conforme apropriado, preste apoio substantivo aos amplos esforços em andamento do sistema das Nações Unidas sobre acessibilidade para permitir ambientes para uma Organização das Nações Unidas inclusiva.
Durante seu trabalho como enviado especial, Lenin Moreno empreendeu uma motivação fundamentada e sistemática aos governos do mundo para favorecer uma ciência e solidariedade técnica que atendam com prioridade às pessoas que mais precisam dos avanços para uma vida com qualidade. Ele se comunica com empresas de diferentes naturezas em todo o mundo, convidando-os a tornar seus produtos acessíveis desde o estágio inicial do projeto, ao invés de adaptá-los a posteriori. Do mesmo modo, pedido da Unesco, ele participou do projeto Aprendizagem para Todos: Diretrizes sobre a inclusão de alunos com deficiência em Ensino Aberto e a Distância (Educação para todos: diretrizes para a inclusão de estudantes com deficiência em Ensino Aberto e a Distância) e liderou a redação da Declaração de Nova Deli sobre Tics Inclusivos para Pessoas com Deficiência - tornando o empoderamento uma realidade que foi adotada pela Conferência Geral da Unesco em 2015.
Por ocasião dos dois terremotos quase simultâneos ocorridos no Japão e no Equador em abril de 2016, os órgãos internacionais da ONU responsáveis por desastres e gerenciamento de riscos, literalmente e especificamente, incluem assistência para pessoas com deficiência desde a primeiro momento da emergência, até os estágios de recuperação e reconstrução de suas casas. Sua gestão atempada para o Equador atingiu recursos para a construção urgente de 350 casas sísmicas, para pessoas com deficiências severas e suas famílias afetadas pelo terremoto no Equador.
Em 2016, o Ministério dos Negócios Estrangeiros do Equador revelou que Moreno recebeu a remuneração do governo equatoriano pelo cumprimento de seu cargo de enviado especial da ONU, que produziu críticas da oposição ao governo. O presidente Correa respondeu afirmando que a crítica fazia parte de uma campanha suja contra Moreno. O Gabinete da Controladora Geral do Estado iniciou uma investigação para determinar a legalidade do uso de recursos públicos utilizados para suportar as despesas da missão. O relatório constatou que o Estado havia desembolsado cerca de US $ 1,6 milhão durante os 3 anos que a missão de Moreno durou e que o dinheiro constituía uma contribuição voluntária não reembolsável do Estado.

#### Presidente do Equador (2017-2021)

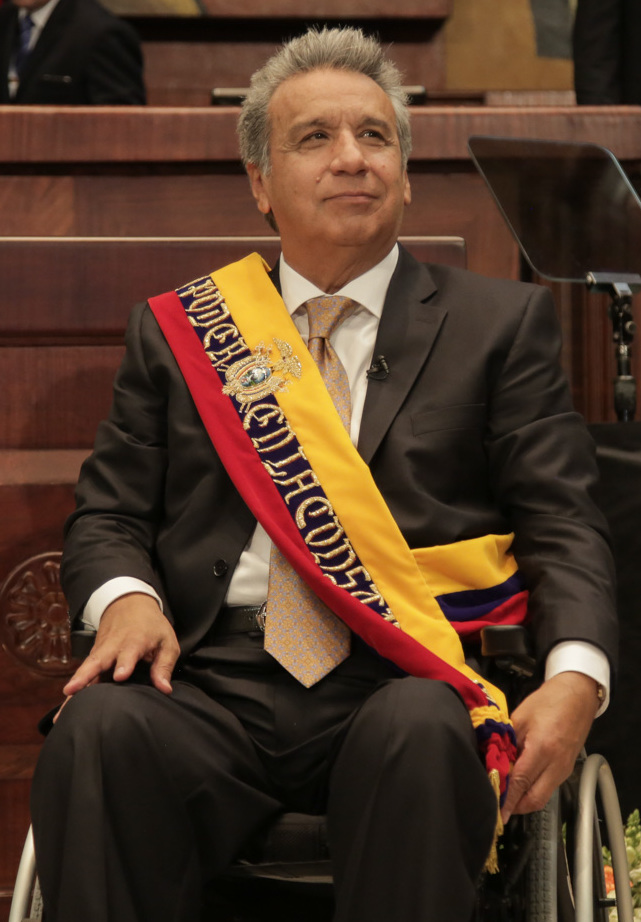
Lenín Moreno durante sua posse de presidente, em 24 de maio de 2017

Moreno foi apresentado como candidato presidencial nas eleições gerais de 2017 pelo movimento pró-governo Alianza PAIS e ganhou a eleição em uma votação com 51,16% dos votos, contra 48,84% de Guillermo Lasso, candidato da aliança entre os Movimento CREO e o movimento SUMA. Durante o estágio de transição, ele participou de reuniões de trabalho com setores sociais e sociais, entre os quais destacou-se a Confederação das Nacionalidades Indígenas do Equador, com a qual assegurou buscar uma abordagem.
Seu período constitucional começou em 24 de maio de 2017, começando com um estilo neoliberal diferente do que tinha sido colocado na seu programa do governo e também de seu antecessor, Rafael Correa, anunciando a supressão da conta rendida Enlace ciudadano, prometendo um governo de diálogo, unidade, com melhor relacionamento com a imprensa e com o setor privado, reestruturando a função executiva anunciando políticas de austeridade, eliminando todos os ministérios coordenadores e várias secretarias.
No início de seu governo, Moreno concentrou-se na luta contra a corrupção, criando uma Frente de Combate à Corrupção composta por pessoas da sociedade civil, privada e pública para coordenar ações para prevenir e combater os casos de corrupção na função público, buscando controle, juntamente com a função judicial e legislativa do período anterior. Moreno se concentrou na implementação de uma política de diálogo social com todos os setores do país, incluindo o diálogo com prefeitos da oposição, como Jaime Nebot e Mauricio Rodas. Seu estilo conciliador provocou confrontos com o ex-presidente Correa, que acusou seu governo de não seguir a linha política do seu movimento. Além disso, Moreno e o vice-presidente Jorge Glas se afastaram, retirando todas as funções de Glas em agosto de 2017, porque pesam sobre ele múltiplas alegações e investigações de corrupção pelo Escritório de Controle e pelo Ministério Público.
Como também muitos outros políticos neoliberais fizeram na região, tem feito muitas reformas pedidas pelo FMI, utilizando o discurso da luta contra a corrupção e o estabelecimento de políticas de austeridade econômica e diálogo com todos os setores da sociedade no país, exigindo e denunciando a administração de Correa como autoritária e por trazer uma gestão administrativa ruim, permitindo que vários casos de corrupção se alastrassem, Moreno se distanciou dela e da Revolução Cidadã.
Promoveu entre 2017 e 2018 um Referendo e Consulta Popular para eliminar a reeleição indefinida, estabelecer a morte civil de funcionários públicos culpados de corrupção, estabelecer um conselho para participação cidadã e controle social transitório e mudar suas eleições para um voto popular, eliminar a prescrição de crimes sexuais contra crianças e adolescentes, proibir a mineração de metais em áreas protegidas, eliminar a lei de mais-valia e reduzir significativamente a área de extração de petróleo do Yasuní ITT, o que resultou no triunfo de sim em todas as questões. Lenin Moreno declarou que não deixou os Estados Unidos se meterem no resultado e na votação do referendo e disse que a constituição não permite que o imperialismo estadunience se intrometa nos assuntos do Equador.
O governo de Lenin Moreno adoptou uma política liberal: redução da despesa pública, liberalização do comércio, flexibilidade do código do trabalho, etc. A Lei do Desenvolvimento Produtivo consagra uma política de austeridade e reduz as políticas de desenvolvimento e redistribuição do mandato anterior. Na área tributária, as autoridades visam "incentivar o retorno dos investidores", concedendo anistia aos fraudadores e propondo medidas para reduzir as alíquotas tributárias para as grandes empresas. Além disso, o governo renuncia ao direito de tributar aumentos nos preços das matérias-primas e repatriações cambiais.
No que respeita à despesa pública, o Estado já não pode aumentar a despesa pública em mais de 3% ao ano e restringe os défices orçamentais ao reembolso dos juros da dívida. Assim, os investimentos são significativamente reduzidos, enquanto as privatizações são facilitadas através de subsídios garantidos ao longo de vários anos. O governo adota o sistema internacional de arbitragem de disputas para todos os investimentos estrangeiros, o que viola a Constituição. O primeiro artigo da Lei Orgânica de Proteção dos Direitos do Trabalho é suprimido: permitia que as autoridades processassem os proprietários de empresas que tivessem prejudicado os interesses de seus empregados, ocultando recursos ou esvaziando as oficinas de suas máquinas.
Lenin Moreno anunciou em fevereiro de 2019 que havia obtido um empréstimo de mais de US$ 10 bilhões do Fundo Monetário Internacional (FMI) e do Banco Mundial, com o qual o governo anterior havia rompido, "a taxas inferiores a 5% em média e por prazos de até 30 anos".

#### Comissário da OEA (2022-presente)
Após concluir um mandato presidencial que ficou marcado pela rejeição das políticas de seu antecessor e implementação de uma série de reformas neoliberais em seu país, Lenín Moreno tornou-se extremamente impopular perante o povo equatoriano e portanto não prosseguiu a reeleição, mas foi expulso de seu partido, o Alianza PAIS. Com o término de seu mandato, o ex-presidente deixou o Equador para residir nos Estados Unidos da América junto de sua filha Irina, que já morava naquele país atuando como representante Equatoriana na ONU. Na América do Norte, Moreno foi palestrante do "Centro Adam Smith para Liberdade Econômica", da Florida International University (FIU), porém algum tempo depois foi indicado pelo presidente da Organização dos Estados Americanos, Luis Almagro, para servir como Comissário desta organização na cidade de Assunção, no Paraguai, onde passou a residir. Ao tomar posse no Comissariado da OEA, o ex-presidente equatoriano prometeu defender a causa dos deficientes naquela missão regional.

## Publicações
Ao todo Moreno tem sete publicações em sua carreira:
- "A filosofia de vida e de trabalho";

- "Teoria e Prática de humor";

- "Ser feliz é fácil e divertido";

- "As melhores piadas no mundo";

- "Humor do famoso";

- "Trompabulario";

- "Ria, para doente";

- "Histórias não - orgânico".

## Títulos e condecorações
- Honoris Causa Doutorado pela Universidade das Américas para a sua liderança na promoção do turismo no Equador;[48][49]

- Honoris Causa da Universidade Técnica do Norte do Equador "por ter contribuído seu trabalho extraordinária para melhorar o bem-estar da humanidade";[50][49]

- Honoris Causa da Universidade San Martín de Porres da Universidade de Colômbia em Direito e Ciência Política para as conquistas em sua gestão no campo dos direitos humanos das pessoas com deficiência;[49]

- Honoris Causa Masters, pela ESAE Business School of Spain em Conflict Management and Resolution;[51]

- Decorações "Fray Jodoco Ricke" pela igreja equatoriana;[52]

- Ordem do Sol no grau de Grande Cruz concedido pelo governo do Peru;[53]

- Ordem de Antonio José Irisarri concedida pelo governo da Guatemala;[54]

- Ordem Mérito à Democracia entregue pelo governo da Colômbia;[55]

- Ordem do Grande Colar de Sebastián de Benalcázar pelo Município do Distrito Metropolitano de Quito;[56]

- Decoração geral Eloy Alfaro Delgado distinção máxima da Assembléia Nacional do Equador;[57]

- Medalha de Mérito do Senado do Chile;[58]

- Decoração no Grau de Grande Cruz pelo Parlamento Andino, em reconhecimento ao impulso dado às políticas públicas em benefício dos grupos de atenção prioritária através da Missão "Manuela Espejo" no Equador;[59]

- Prêmio Anual ao Humor da Resistência da "Casa do Rir e do Humor" da França;[60]

- Decoração NA Ostrovskokyi da Rússia, na indicação "Coragem e força do espírito. Obrigações profissionais e criativas em vários aspectos ".[53]